# 부여 금강사지
부여 금강사지(扶餘 金剛寺址)는 대한민국 충청남도 부여군 은산면에 있는 백제의 절터이다. 2001년 9월 29일 대한민국의 사적 제435호로 지정되었다.

## 개요
금강사 터는 백제시대에 창건된 이후 통일신라시대와 고려시대까지 계속하여 법등이 이어져 온 유서 깊은 절로, 1964년과 1966년 두 차례 발굴조사 결과 초창 이후 두 차례에 걸친 중건이 있었음이 확인되었고, '금강사(金剛寺)'라고 새겨진 기와가 발견되어 금강사로 불리던 절의 폐사지라는 사실이 밝혀졌다.
초창의 가람은 백제시대의 것으로 목탑을 갖춘 일탑일금당식의 가람 형식인데 남북을 축으로 한 남북방향이 아니고, 동서를 축으로 한 점이 특징이다. 동쪽에서부터 중문, 탑, 금당, 강당의 순으로 이어지고 중문에서 강당에 걸쳐 회랑이 돌려져 있는 것으로 알려졌다.
건축에 있어서 기단은 건물에 따라 차이를 보이는데 금당의 경우 지대석, 면석, 갑석을 갖추고 네 귀퉁이에는 동자주를 세운 형식이고, 강당과 승방은 지대석이 없이 판석을 세워 축조하고 있다. 목탑지 기단은 2층 기단이었다고 추정되었으며, 그 지하 6척(尺) 깊이에서 발견된 심초는 자연의 풍화암반을 이용한 특이한 것이었다.
탑·금당·중문의 기단 축토가 판축법에 의해 축성되었음이 처음 확인된 절터 유적으로 역사적, 미술사학적 가치가 높은 유적이다.

## 참고 자료
- 부여 금강사지 - 국가유산청 국가유산포털